# Diaea pougneti
Diaea pougneti là một loài nhện trong họ Thomisidae.
Loài này thuộc chi Diaea. Diaea pougneti được Eugène Simon miêu tả năm 1885.